# Serhij Tjuchraj
Serhij Oleksijovytj Tjuchraj (ukrainska: Сергій Олексійович Чухрай, ryska: Сергей Чухрай: Sergej Tjuchraj), född den 31 maj 1955 i Belogorsk i Amur oblast i Ryska SFSR i Sovjetunionen (nu Ryssland), är en sovjetisk kanotist.
Han tog OS-guld i K-4 1000 meter i samband med de olympiska kanottävlingarna 1976 i Montréal.
Han tog därefter OS-guld i K-2 500 meter och OS-guld i K-2 1000 meter i samband med de olympiska kanottävlingarna 1980 i Moskva.